# Żurawliwka (stacja kolejowa)
Żurawliwka (ukr. Журавлівка) – stacja kolejowa w miejscowości Majaky, w rejonie tulczyńskim, w obwodzie winnickim, na Ukrainie. Położona jest na linii Żmerynka – Odessa. Jest to najbliższa stacja kolejowa dla stolicy rejonu Tulczyna.
Nazwa pochodzi od pobliskiej wsi Żurawliwka.

## Historia
Stacja powstała w XIX w. na kolei odesko-kijowskiej, pomiędzy stacjami Wapniarka i Jurkówka.